# Distrito de Maryayún
El distrito de Maryayún es un distrito de la Gobernación de Nabatiye del Líbano. El distrito de ubica en el sur del Líbano, cerca de las fronteras con Israel. Al este del distrito de Maryayún se encuentra el distrito de Bint Jbeil, al norte los distritos de Nabatiye y Hasbaya, y al noreste el distrito de Jezzine. La capital del distrito es Maryayún.
Maryayún se encuentra en una colina frente al monte Hermón al este, con el castillo de Beaufort. El río Litani y el monte Amel están al oeste, el Rihan, el Niha y la cordillera del Líbano al norte y las fértiles llanuras de Sahil Marjayoun que se extienden hacia el norte de Israel entre el dedo de Galilea y las llanuras inmediatamente debajo de los Altos del Golán.

## Municipios
Los siguientes 32 municipios se encuentran en el distrito de Maryayún:
- Adayseh
- Adchit
- Ain Arab
- Al-Buwaydah
- Almán
- Bani Hayann
- Blatt
- Blida
- Burj al-Mulouk
- Deir Mimass
- Deir Syriane
- Debbine
- Houla
- Ebel el Saky
- Kfarkila
- Al-Khiyam
- Majdel Selem
- Maryayún
- Markaba
- Mays el Jabal
- Muhaibib
- Kabrikha
- Kantara
- Klayaa
- Al-Qussair
- Rab Thalathin
- Al-Sawanah
- Surda wa Al-Aamra
- Tallousseh
- Taybeh
- Toulin
- Wazzany

## Demografía
| Año  | Cristianos | Cristianos       | Cristianos | Cristianos        | Cristianos       | Muslims | Muslims | Muslims | Muslims  | Druze |
| Año  | Total      | Griegos ortodoxo | Maronitas  | Griegos católicos | Otros cristianos | Total   | Shias   | Sunís   | Alauitas | Druso |
| ---- | ---------- | ---------------- | ---------- | ----------------- | ---------------- | ------- | ------- | ------- | -------- | ----- |
| 2014 | 14,89%     | 5,74%            | 5,12%      | 2,70%             | 1,33%            | 83,91%  | 80,16%  | 3,74%   | 0,01%    | 0,91% |